# Oospila leucostigma
Oospila leucostigma är en fjärilsart som beskrevs av W. Warren 1907. Oospila leucostigma ingår i släktet Oospila och familjen mätare. Inga underarter finns listade i Catalogue of Life.